# Alejandro Betancourt
Leopoldo Alejandro Betancourt López, né le 22 février 1980 à Caracas, est un homme d'affaires vénézuélien. 
Réputé proche du régime d'Hugo Chávez (bolibourgeoisie), bien qu'il s'en défende, et cofondateur de l'entreprise d’ingénierie et de construction Derwick Associates, il est soupçonné de corruption et de détournement de fonds publics vénézuéliens. Il est par ailleurs président de Hawkers, marque espagnole de lunettes de soleil, et un investisseur dans diverses entreprises et start-up.

## Biographie
Alejandro Betancourt naît en 1980. Une partie de sa scolarité se déroule à l'Instituto Cumbres México (en), une école privée catholique huppée de Caracas.
Selon son site web, il a obtenu deux diplômes en économie et administration des affaires à l'université Suffolk (Massachusetts), avant de travailler dans plusieurs grandes entreprises, notamment dans le domaine de l'énergie.

### Derwick Associates et contrats avec l'État vénézuélien
En 2009, Alejandro Betancourt fonde au Venezuela l'entreprise Derwick Associates, avec Pedro Trebbau, un cousin, ; Francisco Convit, ami d'enfance lui aussi scolarisé à l'Instituto Cumbres México, siège également à son conseil d'administration,. Alors que le pays est la proie de coupures d'électricité massives, Derwick Associates signe avec l'État vénézuélien, entre 2009 et 2011, des contrats — sans appel d'offres en raison de l'urgence à rétablir le système électrique national — valant plusieurs centaines de millions de dollars pour construire de nouvelles centrales électriques. Ces contrats font l'objet de suspicions de corruption et de surfacturation et valent à Alejandro Betancourt d'être qualifié, comme d'autres hommes d'affaires réputés proches du pouvoir, de bolichicos, en français bolibourgeois.
En effet, la toute jeune entreprise Derwick Associates n'était pas réputée posséder grande expérience dans le domaine de l'énergie et, d'après l'ONG Transparencia Venezuela (antenne de Transparency International) et l'ingénieur José Aguilar, les installations électriques construites ont été sous-performantes,. Par ailleurs, selon plusieurs estimations, les contrats ont fait l'objet d'une importante surfacturation : selon Transparencia Venezuela, la totalité des contrats a été facturée 5 milliards de dollars, soit un surcoût de 2,9 milliards de dollars ; selon une analyse de l'ingénieur José Aguilar fondée sur une facture d'un montant de 1,3 milliard de dollars du sous-traitant ProEnergy Services, qui a notamment vendu les turbines à Derwick Associates, Derwick a facturé 2 à 2,2 milliards de dollars à l'État vénézuélien, soit une surfacturation d'au moins 800 millions de dollars,. De surcroît, la compagnie pétrolière d'État venezuelienne, PDVSA, accorde un champ pétrolifère particulièrement lucratif à Petrozamora, une joint-venture entre Derwick Oil & Gas Corporation — une société fondée en 2011 par Alejandro Betancourt, Francisco Convit et Pedro Trebbau et domiciliée à la Barbade, un paradis fiscal — et l'entreprise d'État russe Gazprombank,,,. Alejandro Betancourt nie toute corruption, surfacturation ou action illégale et son avocat souligne qu'il n'a jamais été condamné, ni par la justice vénézuélienne ni par la justice américaine. L'homme d'affaires indique n'avoir jamais rencontré Hugo Chavez, ne pas se mêler de politique et que les accusations de corruption à son encontre découlent d'un différend familial.
En 2013, une plainte pour corruption est déposée à New York par un ancien ambassadeur américain au Venezuela, Otto Reich, qui accuse les trois dirigeants de Derwick Associates d'avoir soudoyé des fonctionnaires vénézuéliens pour obtenir les contrats d'installation de centrales électriques (et d'avoir nui à sa propre entreprise). La plainte est cependant rejetée pour défaut de compétence juridictionnelle, ; il en est de même pour une plainte déposée en 2012 à Miami par Thor Halvorssen, militant des droits de l'homme vénézuélien,.

### Enquête américaineMoney Flight
Selon The Miami Herald, Alejandro Betancourt est également visé, sous l'alias de « conspirateur no 2 », par une enquête de la justice américaine ouverte à Miami et intitulée Money Flight, qui cible une douzaine de bolibourgeois pour blanchiment d'argent et corruption. Plusieurs hommes d'affaires sont accusés d'avoir soudoyé des officiels vénézuéliens pour que la compagnie pétrolière étatique PDVSA consente à emprunter pour 42 millions de dollars en bolivars, ensuite remboursés, fin 2014, au taux préférentiel, fixé par l'État, à hauteur de 600 millions de dollars. 85 millions de dollars auraient été transférés à Alejandro Betancourt par son partenaire d'affaires Francisco Convit. Si le premier n'a pas été inculpé par manque de preuve de sa connaissance de l'origine des fonds, le second est le principal suspect dans l'affaire et, depuis son inculpation, est considéré comme fugitif ; le directeur financier de Derwick Associates, Orlando Alvarado, est également visé par l'enquête. Contrairement à d'autres accusés qui ont transféré leurs fonds aux États-Unis et notamment à Miami, Alejandro Betancourt a choisi de domicilier son argent en Europe, indique Le Monde.

### Investissements en Europe et suspicion de blanchiment d'argent
L'homme d'affaires a investi dans diverses start-up en Espagne, où il est notamment devenu actionnaire majoritaire de la marque de lunettes de soleil Hawkers, dans laquelle il a investi 70 millions d'euros (données de 2018),.
En 2014 puis 2016, il a par ailleurs investi un total d'environ 25 millions d'euros dans Jobandtalent, site web de recherche d'emploi, alors que celui-ci est dans une mauvaise passe financière ; il participe à son redressement alors que l'entreprise se convertit en agence d'intérim numérique, et vend ses parts en 2020 pour environ 75 millions d'euros — une importante plus-value.
Il acquiert également divers biens immobiliers, dont en 2011 le prestigieux domaine du Castillo de Alamín (es), — où, révèle The Washington Post, il reçoit en août 2019 l'avocat du président américain Donald Trump et ancien maire de New York, Rudy Giuliani, qu'il a recruté pour l'aider face à l'enquête fédérale du département de la Justice qui le vise (cf. supra),.
Alejandro Betancourt transfère également une partie de ses fonds dans un compte hébergé par la fililale genévoise de la banque privée suisse Compagnie bancaire helvétique (CBH), avant de demander leur transfert, en 2013, dans la filiale de la CBH sise au Panama, un paradis fiscal,. Il est par ailleurs l'actionnaire minoritaire principal d'un établissement bancaire suisse, Banca Credinvest SA. 
Le département de la Justice adresse en 2018 une demande d'entraide à la Suisse visant notamment la documentation de la banque CBH sur deux sociétés détenues par Alejandro Betancourt (une au Panama et une à la Barbade) et une société néerlandaise fondée par Francisco Convit, Gazprombank Latin America Ventures B.V. — cette dernière, selon El Confidencial, a bénéficié d'un prêt intragroupe de la société Derwick Oil & Gas Corporation domiciliée à la Barbade par Alejandro Betancourt, Francisco Convit et Pedro Trebbau (cf. supra). Deux recours contre la transmission de ces informations sont rejetés par le Tribunal fédéral,.
L'enquête OpenLux, publiée en février 2021, montre également que l'homme d'affaires a déplacé des centaines de millions de dollars dans quatre sociétés domiciliées au Luxembourg, un autre paradis fiscal, dans une stratégie de blanchiment d'argent selon Le Monde,. La société Latin America Ventures SARL dont Alejandro Betancourt est le bénéficiaire effectif — créée en 2015 par une fondation néerlandaise elle-même dirigée depuis 2014 par Francisco Convit — compte ainsi plus de 300 millions de dollars d'actifs transférés depuis la société barbadienne Derwick Oil & Gas Corporation,. Une autre de ses sociétés luxembourgeoises, O’Hara Financial S.A., détient son jet privé, un Falcon 2000. Les avocats de l'intéressé indiquent que ses actifs et ressources financières sont parfaitement légaux et qu'il « est un homme d'affaires légitime et très prospère qui n'a enfreint aucune loi ».